# Sjundeå Cup
Sjundeå Cup är Finlands största handbollsturnering och den spelas utomhus i Sjundeå i Nyland. Turneringen har arrangerats av Sjundeå IF sedan 1973. Vanligtvis brukar Sjundeå Cup avsluta handbollssäsongen i Finland.
Speltiden är 2 x 12 min i alla matcher. Slutspelen spelas i cup-form. 
Sjundeå Cup ordnar också inkvartering och matservice.

## Klasser
| Klass            | Bollstorlek | Speldagar     |
| Damer/Herrar     | 2/3         | fredag-lördag |
| A flickor/pojkar | 2/3         | lördag-söndag |
| B flickor/pojkar | 1/2         | fredag-söndag |
| C flickor/pojkar | 0/1         | fredag-söndag |
| C flickor/pojkar | 0/1         | fredag-söndag |
| D flickor/pojkar | 0/0         | fredag-söndag |
| D flickor/pojkar | 0/0         | fredag-söndag |

| Klass               | Bollstorlek | Mål         | Spelare     | Speldagar           |
| E flickor/pojkar    | mjuk 45-47  | sänkt ribba | 5 + målvakt | lördag-söndag       |
| F flickor/pojkar    | mjuk 45-47  | sänkt ribba | 4 + målvakt | lördag eller söndag |
| Mini flickor/pojkar | mjuk 45-47  | mini        | 4 + målvakt | lördag eller söndag |
| Mini flickor/pojkar | mjuk 45-47  | mini        | 4 + målvakt | lördag eller söndag |